# La Liga 2011/2012
La Liga 2011/2012 var den 81:a upplagan av Spaniens högsta liga i fotboll för herrar. Real Madrid vann ligan för 32:a gången efter ha slagit Athletic Bilbao den 2 maj 2012. Klubben slog flera rekord; 100 poäng på en säsong, 121 gjorda mål och en målskillnad på +89, 16 bortavinster och totalt 32 vinster. Ligans första matcher spelades den 27 augusti 2011 och de sista matcherna spelades den 13 maj 2012. Ligan var planerad att starta den 20 augusti 2011 men försenades efter en strejk av spanska spelarförbundet (AFE).

## Lagen
Deportivo de La Coruña, Hércules CF från Alicante och UD Almería blev nedflyttade till Segunda División 2011/2012 efter ha slutat på de sista tre platserna i tabellen säsongen 2010–11. Deportivo blev nedflyttade till Segunda División efter 20 raka säsonger i Spaniens högsta division, medan Almería åkte ner efter fyra år i La Liga och Hércules som direkt återvände ner i andra divisionen.
De tre nedflyttade lagen ersattes av tre lag från Segunda División 2010–11. Mästarna Betis som återvände till La Liga efter två år i näst högsta divisionen och tvåan Rayo Vallecano som återvände efter åtta säsonger i lägre divisioner.
Det tredje uppflyttade laget bestämdes i ett uppflyttningskval som Granada CF vann. De återvände till La Liga för första gången på 35 år, där 26 av dem spelades i Segunda División B och Tercera División.

### Arenor
| Lag               | Ort                   | Arena                     | Publikkapacitet |
| ----------------- | --------------------- | ------------------------- | --------------- |
| Athletic Bilbao   | Bilbao                | San Mamés                 | 39 750          |
| Atlético Madrid   | Madrid                | Vicente Calderón          | 54 851          |
| Barcelona         | Barcelona             | Camp Nou                  | 99 354          |
| Betis             | Sevilla               | Benito Villamarín         | 52 745          |
| Espanyol          | Cornellà de Llobregat | Estadi Cornellà-El Prat   | 40 500          |
| Getafe            | Getafe                | Coliseum Alfonso Pérez    | 17 700          |
| Granada           | Granada               | Nuevo Los Cármenes        | 22 524          |
| Levante           | Valencia              | Estadi Ciutat de València | 25 534          |
| Málaga            | Málaga                | La Rosaleda               | 28 963          |
| Mallorca          | Palma                 | Iberostar Estadio         | 23 142          |
| Osasuna           | Pamplona              | Estadio Reyno de Navarra  | 19 553          |
| Racing Santander  | Santander             | El Sardinero              | 22 271          |
| Rayo Vallecano    | Madrid                | Estadio de Vallecas       | 15 489          |
| Real Madrid       | Madrid                | Santiago Bernabéu         | 85 454          |
| Real Sociedad     | San Sebastián         | Estadio Anoeta            | 32 076          |
| Sevilla           | Sevilla               | Ramón Sánchez Pizjuán     | 45 500          |
| Sporting de Gijón | Gijón                 | El Molinón                | 29 800          |
| Valencia          | Valencia              | Mestalla                  | 55 000          |
| Villarreal        | Villarreal            | El Madrigal               | 25 000          |
| Zaragoza          | Zaragoza              | La Romareda               | 34 596          |

### Klubbinformation
Precis som föregående år förser Nike den officiella matchbollen till alla matcher. Den nya T90 Seitiro modellen användes hela säsongen.
| Lag               | Ordförande               | Huvudtränare          | Lagkapten          | Ställ-tillverkare | Tröjsponsor                                 |
| ----------------- | ------------------------ | --------------------- | ------------------ | ----------------- | ------------------------------------------- |
| Athletic Bilbao   | Josu Urrutia             | Marcelo Bielsa        | Carlos Gurpegui    | Umbro             | Petronor                                    |
| Atlético Madrid   | Enrique Cerezo           | Diego Simeone         | Antonio López      | Nike              | Rixos Hotels1, Huawei2 och Kyocera3         |
| Barcelona         | Sandro Rosell            | Josep Guardiola       | Carles Puyol       | Nike              | Qatar Foundation och Unicef3 4              |
| Betis             | Miguel Guillén           | Pepe Mel              | Iriney             | RBb5              | Cirsa                                       |
| Espanyol          | Ramon Condal             | Mauricio Pochettino   | Cristian Álvarez   | Li Ning           | Cancún                                      |
| Getafe            | Ángel Torres             | Luis García Plaza     | Javier Casquero    | Joma              | Burger King                                 |
| Granada           | Quique Pina              | Abel Resino           | Manuel Lucena      | Legea             | Caja Granada                                |
| Levante           | Quico Catalán            | Juan Ignacio Martínez | Sergio Ballesteros | Luanvi            | Comunitat Valenciana                        |
| Málaga            | Schejk Abdullah Al Thani | Manuel Pellegrini     | Jesús Gámez        | Nike              | Unesco6                                     |
| Mallorca          | Jaume Cladera            | Joaquín Caparrós      | Nunes              | Macron            | Bet-at-home.com                             |
| Osasuna           | Patxi Izco               | José Luis Mendilibar  | Francisco Puñal    | Astore            | CAN7                                        |
| Racing Santander  | Francisco Pernía         | Álvaro Cervera        | Pedro Munitis      | Slam              | Palacios                                    |
| Rayo Vallecano    | Raúl Martín Presa        | José Ramón Sandoval   | Míchel             | Erreà             | Los Vengadores                              |
| Real Madrid       | Florentino Pérez         | José Mourinho         | Iker Casillas      | adidas            | Bwin                                        |
| Real Sociedad     | Jokin Aperribay          | Philippe Montanier    | Mikel Aranburu     | Nike              | Gipuzkoa Euskararekin Bat                   |
| Sevilla           | José María del Nido      | Míchel González       | Andrés Palop       | Li Ning           | Interwetten                                 |
| Sporting de Gijón | Manuel Vega-Arango       | Javier Clemente       | David Barral       | Kappa             | Gijón / Asturias                            |
| Valencia          | Manuel Llorente          | Unai Emery            | David Albelda      | Joma              | JinKO Solar8, Herbalife9 och MSC Cruceros10 |
| Villarreal        | Fernando Roig            | Miguel Ángel Lotina   | Marcos Senna       | Xtep              | Comunitat Valenciana1                       |
| Zaragoza          | Agapito Iglesias         | Manolo Jiménez        | Javier Paredes     | adidas            | Proniño                                     |

1. ^ I 8 matcher; omgång 20, 31–32, 34–38.
2. ^ Endast i Real Madrid-matchen i omgång 33.
3. ^ På baksidan av tröjan.
4. ^ Barcelona donerar till Unicef för att få visa välgörenhetsorganisationens logo på sitt ställ.
5. ^ Klubbens eget märke.
6. ^ Málaga donerar till Unesco för att få visa välgörenhetsorganisationens logo på sitt ställ.
7. ^ På axlarna.
8. ^ Sedan 31 januari 2012.[18]
9. ^ På shortsen.
10. ^ På ärmarna.[19]

### Tränarändringar
| Lag               | Lämnande tränare       | Anledning                   | Datum (ut)        | Ny tränare                              | Datum (in)        | Position i tabellen |
| ----------------- | ---------------------- | --------------------------- | ----------------- | --------------------------------------- | ----------------- | ------------------- |
| Atlético Madrid   | Quique Flores          | Kontraktsslut               | 24 maj 2011       | Gregorio Manzano                        | 8 juni 2011       | 7:a (2010–11)       |
| Real Sociedad     | Martín Lasarte         | Sparkad                     | 24 maj 2011       | Philippe Montanier                      | 4 juni 2011       | 15:e (2010–11)      |
| Sevilla           | Gregorio Manzano       | Kontraktsslut               | 25 maj 2011       | Marcelino García Toral                  | 3 juni 2011       | 5:a (2010–11)       |
| Getafe            | Míchel                 | Kontraktsslut               | 30 maj 2011       | Luis García Plaza                       | 4 juni 2011       | 16:e (2010–11)      |
| Racing Santander  | Marcelino García Toral | Ömsesidig överenskommelse   | 3 juni 2011       | Héctor Cúper                            | 29 juni 2011      | 12:a (2010–11)      |
| Levante           | Luis García Plaza      | Ömsesidig överenskommelse   | 3 juni 2011       | Juan Ignacio Martínez                   | 9 juni 2011       | 14:e (2010–11)      |
| Athletic Bilbao   | Joaquín Caparrós       | Kontraktsslut               | 7 juli 2011       | Marcelo Bielsa                          | 7 juli 2011       | 6:a (2010–11)       |
| Mallorca          | Michael Laudrup        | Avgick                      | 27 september 2011 | Miguel Ángel Nadal (tillfällig tränare) | 28 september 2011 | 11:a                |
| Mallorca          | Miguel Ángel Nadal     | Slut som tillfällig tränare | 3 oktober 2011    | Joaquín Caparrós                        | 3 oktober 2011    | 11:a                |
| Racing Santander  | Héctor Cúper           | Ömsesidig överenskommelse   | 29 november 2011  | Juanjo González                         | 30 november 2011  | 20:a                |
| Villarreal        | Juan Carlos Garrido    | Sparkad                     | 22 december 2011  | José Francisco Molina                   | 22 december 2011  | 17:e                |
| Atlético Madrid   | Gregorio Manzano       | Sparkad                     | 22 december 2011  | Diego Simeone                           | 27 december 2011  | 10:a                |
| Zaragoza          | Javier Aguirre         | Sparkad                     | 30 december 2011  | Manolo Jiménez                          | 31 december 2011  | 20:a                |
| Granada           | Fabri González         | Sparkad                     | 22 januari 2012   | Abel Resino                             | 23 januari 2012   | 18:e                |
| Sporting de Gijón | Manolo Preciado        | Sparkad                     | 31 januari 2012   | Iñaki Tejada (tillfällig tränare)       | 31 januari 2012   | 19:e                |
| Sevilla           | Marcelino García Toral | Sparkad                     | 6 februari 2012   | Míchel                                  | 7 februari 2012   | 11:a                |
| Sporting de Gijón | Iñaki Tejada           | Slut som tillfällig tränare | 13 februari 2012  | Javier Clemente                         | 13 februari 2012  | 19:e                |
| Racing Santander  | Juanjo González        | Sparkad                     | 7 mars 2012       | Álvaro Cervera                          | 9 mars 2012       | 18:e                |
| Villarreal        | José Francisco Molina  | Sparkad                     | 18 mars 2012      | Miguel Ángel Lotina                     | 19 mars 2012      | 17:e                |

## Ligatabell
| Nr | Lag              | S  | V  | O  | F  | GM  | IM | MS  | P   |
| -- | ---------------- | -- | -- | -- | -- | --- | -- | --- | --- |
| 1  | Real Madrid      | 38 | 32 | 4  | 2  | 121 | 32 | +89 | 100 |
| 2  | Barcelona (RL)   | 38 | 28 | 7  | 3  | 114 | 29 | +85 | 91  |
| 3  | Valencia         | 38 | 17 | 10 | 11 | 59  | 44 | +15 | 61  |
| 4  | Málaga           | 38 | 17 | 7  | 14 | 54  | 53 | +1  | 58  |
| 5  | Atlético Madrid  | 38 | 15 | 11 | 12 | 53  | 46 | +7  | 56  |
| 6  | Levante          | 38 | 16 | 7  | 15 | 54  | 50 | +4  | 55  |
| 7  | Osasuna          | 38 | 13 | 15 | 10 | 44  | 61 | −17 | 54  |
| 8  | Mallorca         | 38 | 14 | 10 | 14 | 42  | 46 | −4  | 52  |
| 9  | Sevilla          | 38 | 13 | 11 | 14 | 48  | 47 | +1  | 50  |
| 10 | Athletic Bilbao  | 38 | 12 | 13 | 13 | 49  | 52 | −3  | 49  |
| 11 | Getafe           | 38 | 12 | 11 | 15 | 40  | 51 | −11 | 47  |
| 12 | Real Sociedad    | 38 | 12 | 11 | 15 | 46  | 52 | −6  | 47  |
| 13 | Real Betis       | 38 | 13 | 8  | 17 | 47  | 56 | −9  | 47  |
| 14 | Espanyol         | 38 | 12 | 10 | 16 | 46  | 56 | −10 | 46  |
| 15 | Rayo Vallecano   | 38 | 13 | 4  | 21 | 53  | 73 | −20 | 43  |
| 16 | Real Zaragoza    | 38 | 12 | 7  | 19 | 36  | 61 | −25 | 43  |
| 17 | Granada          | 38 | 12 | 6  | 20 | 35  | 56 | −21 | 42  |
| 18 | Villareal        | 38 | 9  | 14 | 15 | 39  | 53 | −14 | 41  |
| 19 | Sporting Gijón   | 38 | 10 | 7  | 21 | 42  | 69 | −27 | 37  |
| 20 | Racing Santander | 38 | 4  | 15 | 19 | 28  | 63 | −35 | 27  |

|  | Kvalificerad till Uefa Champions Leagues gruppspelsomgång |
|  | Kvalificerad till Uefa Champions Leagues playoff-omgång   |
|  | Kvalificerad till Uefa Europa Leagues gruppspel           |
|  | Kvalificerad till Uefa Europa Leagues kvalomgång          |
|  | Degradering till Segunda División                         |

## Priser och säsongsstatistik

### Skytteliga
Pichichi är ett pris som ges ut av tidningen Marca till den spelaren som gjort flest mål för säsongen.
| Rank | Spelare           | Klubb           | Mål |
| ---- | ----------------- | --------------- | --- |
| 1    | Lionel Messi      | Barcelona       | 50  |
| 2    | Cristiano Ronaldo | Real Madrid     | 46  |
| 3    | Radamel Falcao    | Atlético Madrid | 24  |
| 4    | Gonzalo Higuaín   | Real Madrid     | 22  |
| 5    | Karim Benzema     | Real Madrid     | 21  |
| 6    | Fernando Llorente | Athletic Bilbao | 17  |
| 6    | Roberto Soldado   | Valencia        | 17  |
| 8    | Rubén Castro      | Betis           | 16  |
| 9    | Arouna Koné       | Levante         | 15  |
| 9    | Michu             | Rayo Vallecano  | 15  |

Källa: Liga BBVA

### Trofeo Zamora
Trofeo Trophy är ett pris som ges ut av tidningen Marca till den målvakt som släppt in minst mål per match.
| Målvakt           | Mål | Matcher | Snitt | Lag             |
| ----------------- | --- | ------- | ----- | --------------- |
| Víctor Valdés     | 28  | 35      | 0.8   | Barcelona       |
| Iker Casillas     | 31  | 37      | 0.84  | Real Madrid     |
| Thibaut Courtois  | 41  | 36      | 1.14  | Atlético Madrid |
| Dudu Aouate       | 46  | 36      | 1.28  | Mallorca        |
| Miguel Ángel Moyà | 48  | 36      | 1.33  | Getafe          |
| Gustavo Munúa     | 50  | 37      | 1.35  | Levante         |
| Claudio Bravo     | 51  | 37      | 1.38  | Real Sociedad   |
| Diego López       | 50  | 36      | 1.39  | Villarreal      |
| Gorka Iraizoz     | 52  | 37      | 1.41  | Athletic Bilbao |
| Roberto Jiménez   | 61  | 38      | 1.61  | Zaragoza        |

- Källa: Marca

### Assistliga
| Rank | Spelare             | Klubb       | Assist |
| ---- | ------------------- | ----------- | ------ |
| 1    | Mesut Özil          | Real Madrid | 16     |
| 2    | Lionel Messi        | Barcelona   | 14     |
| 3    | Ángel di María      | Real Madrid | 13     |
| 4    | Cristiano Ronaldo   | Real Madrid | 12     |
| 4    | Jesús Navas         | Sevilla     | 12     |
| 6    | Dani Alves          | Barcelona   | 10     |
| 7    | José Javier Barkero | Levante     | 9      |
| 8    | Gonzalo Castro      | Mallorca    | 7      |
| 8    | Sergio García       | Espanyol    | 7      |
| 8    | Kaká                | Real Madrid | 7      |

- Källa: Liga BBVA

### Fair Play-pris
Detta pris ges ut årligen sedan 1999 till det lag som har bäst fair play under säsongen. Rankningen är enligt följande aspekter: kort, avstängningar, publikens beteende och andra straff. 
| Rank | Lag               | Matcher | Gula kort | Dubbla gula kort/Utvisning · Dubbla gula kort/Utvisning | Rött kort direkt | Avstängda matcher (Spelare, endast +3) | Avstängda matcher (Klubbpersonal) | Publikens beteende  |   | Totalt antal poäng |
| ---- | ----------------- | ------- | --------- | ------------------------------------------------------- | ---------------- | -------------------------------------- | --------------------------------- | ------------------- | - | ------------------ |
| 1    | Barcelona         | 38      | 79        | 2                                                       | 1                | –                                      | 1                                 | –                   | – | 91                 |
| 1    | Málaga            | 38      | 70        | 2                                                       | 4                | –                                      | –                                 | 1 lindrig           | – | 91                 |
| 3    | Villarreal        | 38      | 86        | 4                                                       | 2                | –                                      | 3                                 | –                   | – | 115                |
| 4    | Real Sociedad     | 38      | 73        | 6                                                       | 3                | –                                      | 2                                 | 3 lindriga          | – | 119                |
| 5    | Athletic Bilbao   | 38      | 101       | 6                                                       | 1                | –                                      | 1                                 | 1 lindrig           | – | 126                |
| 6    | Real Madrid       | 38      | 91        | 3                                                       | 2                | –                                      | 4                                 | 1 lindrig           | – | 128                |
| 7    | Levante           | 38      | 120       | 5                                                       | 0                | –                                      | –                                 | 1 lindrig           | – | 135                |
| 8    | Racing Santander  | 38      | 117       | 3                                                       | 3                | –                                      | 1                                 | –                   | – | 137                |
| 9    | Osasuna           | 38      | 98        | 4                                                       | 2                | –                                      | 4                                 | 1 allvarlig         | – | 138                |
| 10   | Sporting de Gijón | 38      | 117       | 5                                                       | 0                | –                                      | 1                                 | 2 lindriga          | – | 142                |
| 11   | Rayo Vallecano    | 38      | 125       | 1                                                       | 2                | –                                      | 1                                 | 1 lindrig           | – | 143                |
| 12   | Mallorca          | 38      | 118       | 2                                                       | 4                | –                                      | 1                                 | 1 lindrig           | – | 144                |
| 13   | Atlético Madrid   | 38      | 131       | 2                                                       | 2                | –                                      | –                                 | 1 lindrig           | – | 146                |
| 14   | Betis             | 38      | 104       | 3                                                       | 4                | –                                      | 1                                 | 5 lindriga          | – | 152                |
| 14   | Valencia          | 38      | 127       | 1                                                       | 6                | –                                      | 1                                 | –                   | – | 152                |
| 16   | Getafe            | 38      | 120       | 4                                                       | 4                | –                                      | 3                                 | –                   | – | 155                |
| 17   | Sevilla           | 38      | 112       | 6                                                       | 3                | –                                      | –                                 | 5 lindriga          | – | 158                |
| 18   | Espanyol          | 38      | 130       | 4                                                       | 2                | –                                      | 2                                 | 1 lindriga          | – | 159                |
| 19   | Zaragoza          | 38      | 126       | 5                                                       | 3                | –                                      | 2                                 | 1 lindriga          | – | 160                |
| 20   | Granada           | 38      | 107       | 4                                                       | 5                | 18                                     | 2                                 | 1 väldigt allvarlig | – | 165                |

Källa: Fair Play-tabell efter matchdag 37, inkluderar poäng på matchdag 38
 Källor på kort och straffar: Domarnas rapporter, Kommitténs Sanktioner, Överklagningskommitténs beslut och RFEF's katalog över Fair Play Rankings
Poängförklaring
- 1 poäng per gult kort
- 2 poäng för dubbla gula kort
- 3 poäng för direkt rött kort
- 1 poäng per antalet matcher en spelare blivit avstängd (över 3 matchers avstängning)
- 5 poäng per antalet matcher en ledare inom klubben blivit avstängd.
- "Lindrig", ger 5 poäng, "Allvarlig" ger 6 poäng och "Väldigt allvarlig" ger 7 poäng.
- 10 poäng per match som laget fått spela utan publik.

### Målgörande
- Första mål:  Imanol Agirretxe för Real Sociedad mot Sporting de Gijón, 34 minuter 5 sekunder (27 augusti 2011)[59]
- Första straff: 68 minuter och 56 sekunder –  Miguel de las Cuevas (gjorde mål) för Sporting de Gijón mot Real Sociedad (27 augusti 2011)[59]
- Snabbaste mål i en match: 14 sekunder –  Michu för Rayo Vallecano mot Real Madrid (24 september 2011)[60]
- Mål gjort vid senaste punkt av matchen: 90+4 minuter och 44 sekunder –  Apoño för Zaragoza mot Atlético Madrid (25 mars 2012)[61]
- Största vinstmarginal: 8 mål
  - Barcelona 8–0 Osasuna (17 september 2011)[1]
- Flest mål i en match gjorda av samma lag: 8 mål
  - Barcelona 8–0 Osasuna (17 september 2011)[1]
- Flest mål gjorda av ett förlorande lag: 3 mål
  - Valencia 4–3 Racing Santander (27 augusti 2011)[62]
  - Betis 4–3 Zaragoza (22 september 2011)[63]
  - Levante 3–5 Rayo Vallecano (19 februari 2012)[6]
  - Barcelona 5–3 Granada (20 mars 2012)[7]
- Första självmål:  Roberto Soldado (Valencia) för Racing Santander, 5 minuter 53 sekunder (27 augusti 2011)[62]
- Flest mål i en match av samma spelare: 4 mål
  -  Lionel Messi för Barcelona mot Valencia (19 februari 2012)[64]
  -  Lionel Messi för Barcelona mot Espanyol (5 maj 2012)[65]
- Hat-tricks:
  -  Roberto Soldado för Valencia mot Racing Santander (27 augusti 2011)[62]
  -  Cristiano Ronaldo för Real Madrid mot Zaragoza (28 augusti 2011)[66]
  -  Lionel Messi för Barcelona mot Osasuna (17 september 2011)[1]
  -  Radamel Falcao för Atlético Madrid mot Racing Santander (18 september 2011)[67]
  -  Cristiano Ronaldo för Real Madrid mot Rayo Vallecano (24 september 2011)[3]
  -  Lionel Messi för Barcelona mot Atlético Madrid (24 september 2011)[68]
  -  Gonzalo Higuaín för Real Madrid mot Espanyol (2 oktober 2011)[69]
  -  Gonzalo Higuaín för Real Madrid mot Betis (15 oktober 2011)[70]
  -  Cristiano Ronaldo för Real Madrid mot Málaga (22 oktober 2011)[71]
  -  Lionel Messi för Barcelona mot Mallorca (29 oktober 2011)[72]
  -  Cristiano Ronaldo för Real Madrid mot Osasuna (6 november 2011)[4]
  -  Cristiano Ronaldo för Real Madrid mot Sevilla (17 december 2011) [5]
  -  Radamel Falcao för Atlético Madrid mot Real Sociedad (21 januari 2012)[73]
  -  Lionel Messi för Barcelona mot Málaga (22 januari 2012)[74]
  -  Fernando Llorente för Athletic Bilbao mot Rayo Vallecano (28 januari 2012)[75]
  -  Cristiano Ronaldo för Real Madrid mot Levante (12 februari 2012)[76]
  -  Lionel Messi⁴ för Barcelona mot Valencia (19 februari 2012)[64]
  -  Kalu Uche för Espanyol mot Rayo Vallecano (11 mars 2012)[77]
  -  Roberto Soldado för Valencia mot Athletic Bilbao (18 mars 2012)[78]
  -  Lionel Messi för Barcelona mot Granada (20 mars 2012)[7]
  -  Cristiano Ronaldo för Real Madrid mot Atlético Madrid (11 april 2012)[79]
  -  Lionel Messi för Barcelona mot Málaga (2 maj 2012)[80]
  -  Lionel Messi⁴ för Barcelona mot Espanyol (5 maj 2012)[65]
- Snabbaste hat-trick:
  -  Cristiano Ronaldo för Real Madrid mot Levante, 12 minuter och 12 sekunder (12 februari 2012)[76]

### Disciplin
- Första gula kort:  Alberto Lora för Sporting de Gijón mot Real Sociedad, 43 minuter och 49 sekunder (27 augusti 2011)[59]
- Första röda kort:  Carlos Martínez för Real Sociedad mot Sporting de Gijón, 68 minuter och 14 sekunder (27 augusti 2011)[59]
- Kort utgivet på senaste punkt i matchen:  Julien Escudé (gult) för Sevilla mot Barcelona, 90+7 minuter och 8 sekunder (22 oktober 2011)[81]

### Övrigt
- Längsta övertid i första halvlek: 5 minuter och 5 sekunder – Espanyol mot Málaga (25 mars 2012)[82]
- Längsta övertid i andra halvlek: 7 minuter och 55 sekunder – Barcelona mot Sevilla (22 oktober 2011)[81]